# Ratusz w Ciechanowie
Ratusz w Ciechanowie – neogotycki ratusz miasta Ciechanów w woj. mazowieckim, mieszczący się na północnej stronie rynku. Większość literatury podaje, że budynek powstał w 1844 r. według projektu architekta Henryka Marconiego. Późniejsze badania wskazują, że projekt był przerobionym przez Marconiego projektem Józefa Iżyckiego, budowniczego obwodu przasnyskiego.

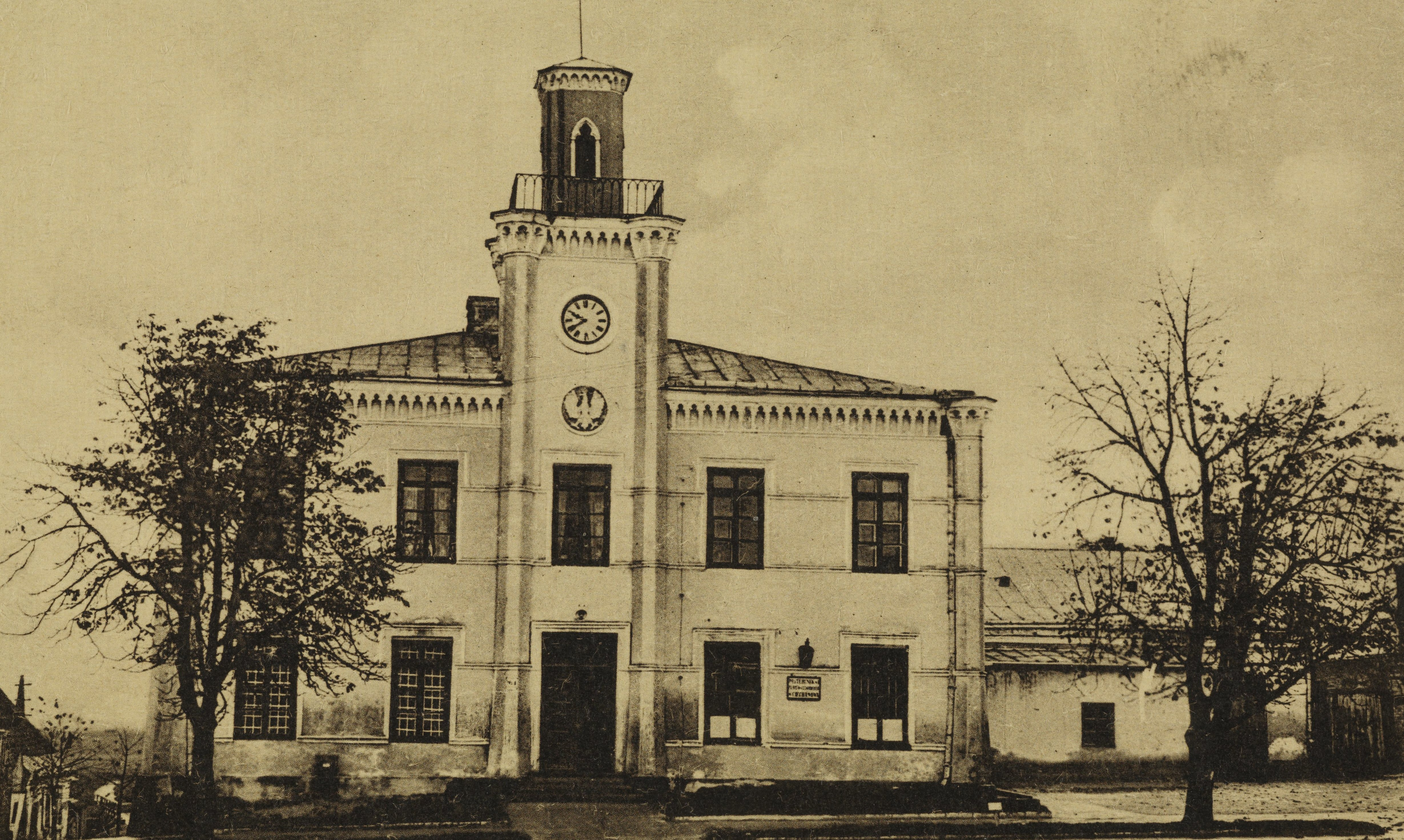
Ratusz po 1905

Budynek został wybudowany z cegły na planie prostokąta i liczy dwie kondygnacje. Oś fasady podkreśla wieża, na której znajduje się herb miasta, a także tarcza zegarowa. Niski, czterospadowy dach pokryty jest blachą. W ratuszu mają siedzibę władze Ciechanowa oraz Urząd Stanu Cywilnego.
Podczas okupacji niemieckiej, jeszcze 16 stycznia 1945 na dziedzińcu ratusza zamordowano 50 więźniów.